# Leni Robredo

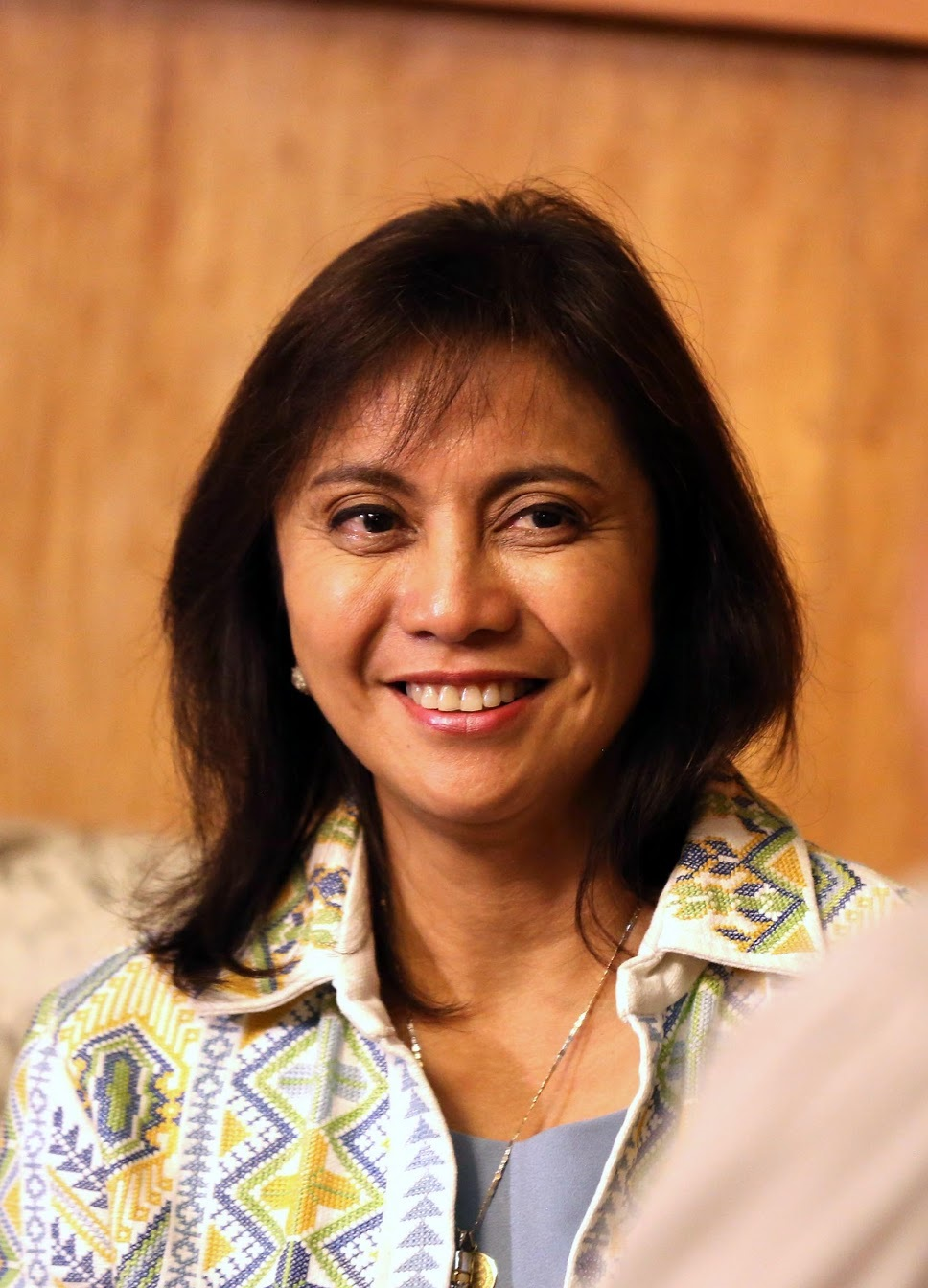
Leni Robredo (2016)

Maria Leonor Gerona Robredo, genannt Leni Robredo (* 23. April 1964 als Maria Leonor Sto. Tomas Gerona in Naga City, Provinz Camarines Sur), ist eine philippinische Anwältin und Politikerin (Liberal). Von 2013 bis 2016 war sie Mitglied des Repräsentantenhauses. Vom 30. Juni 2016 bis zum 30. Juni 2022 war sie Vizepräsidentin der Philippinen. Als Kandidatin bei der philippinischen Präsidentschaftswahl 2022 kam sie auf den zweiten Platz.

## Leben
Sie ist die älteste von drei Töchtern eines Richters. Sie studierte zunächst Wirtschaftswissenschaft an der Universität der Philippinen Diliman und schloss 1986 mit dem Bachelorgrad ab. Daran schloss sie ein Jurastudium an der Universität Nueva Caceres an und erhielt 1990 den Bachelor of Laws. 1987 heiratete sie Jesse Robredo, einen Politiker der Liberal Party, der 1988–98 und erneut 2001–10 Bürgermeister von Naga City sowie 2010–12 Innenminister der Philippinen war. Sie haben drei gemeinsame Töchter.
1989 gründete Leni Robredo die Organisation Lakas ng Kababaihan ng Naga, die sich für die Verbesserung von Bildungs- und Lebenschancen von Frauen in Naga einsetzt. 1996 erhielt sie die Anwaltszulassung und arbeitete anschließend im Amt des Public Attorney (juristischer Vertreter der philippinischen Regierung). Ab 2007 engagierte sie sich als Koordinatorin für SALIGAN, eine Nichtregierungsorganisation, die Rechtsbeistand für Bauern, arme und marginalisierte Gruppen organisiert.
Nach dem Tod ihres Mannes bei einem Flugzeugabsturz im August 2012 ging Leni Robredo selbst in die Politik. Noch im selben Jahr wurde sie Parteivorsitzende der Liberal Party in ihrer Heimatprovinz Camarines Sur. Bei der Parlamentswahl im Mai 2013 wurde sie für den 3. Wahlkreis von Camarines Sur ins Repräsentantenhaus der Philippinen gewählt.

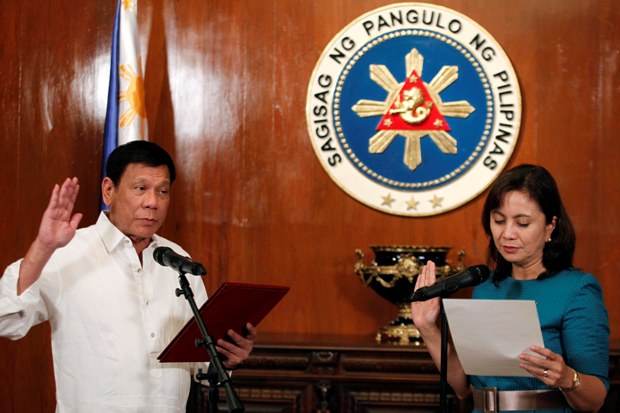
Vereidigung zusammen mit Präsident Rodrigo Duterte 2016

Die Liberal Party nominierte sie Ende 2015 als Vizepräsidentschaftskandidatin bei der Präsidentschaftswahl 2016, wobei sie als Running Mate des Präsidentschaftskandidaten Mar Roxas antrat. Die beiden Ämter werden aber unabhängig voneinander direkt vom Volk gewählt, die Empfehlungen der Parteien sind nicht bindend. Während Roxas deutlich Rodrigo Duterte von der PDP-Laban unterlag, wurde Robredo mit 35,1 % (knapp vor dem Zweitplatzierten Ferdinand Marcos Jr.) zur Vizepräsidentin gewählt. Trotz erheblicher politischer Differenzen, etwa beim Thema Todesstrafe, die Duterte entschieden befürwortet, während Robredo sie ablehnt, hat sie angekündigt, den Präsidenten in seiner Amtsführung zu unterstützen. Am 30. Juni 2016 wurde sie als Vizepräsidentin vereidigt.
Robredo kandidierte bei der Präsidentschaftswahl 2022 für das Amt des Staatsoberhaupts, ihr Running Mate war Francis Pangilinan. Zur Wahlallianz Team Robredo–Pangilinan (TRoPa) gehörte neben der Liberalen Partei unter anderen die linke Partei Akbayan. Mit 29,4 Prozent kam sie auf den zweiten Platz, während Ferdinand „Bongbong“ Marcos Jr. die Wahl mit absoluter Mehrheit gewann. Robredo trat als Parteivorsitzende der Liberalen zurück und gründete die Nichtregierungsorganisation Angat Buhay („Lebensbedingungen verbessern“), die sich für Armutsbekämpfung, Gesundheit, Bildung, Ernährungssicherung und Katastrophenvorsorge einsetzt. 
Sie gewann im Mai 2025 die Bürgermeisterwahl in ihrer Heimatstadt Naga City.